# Transformers: The Last Knight
Transformers: The Last Knight és una pel·lícula estatunidenca de ciència-ficció i acció de 2017 de la franquícia Transformers. És la cinquena pel·lícula en la saga de pel·lícules en imatge real dels Transformers i una seqüela d'Age of Extinction (2014). Com les seues predecessores, la pel·lícula està dirigida per Michael Bay i en aquesta ocasió compta amb Mark Wahlberg reprenent el seu paper d'Age of Extinction, mentre que Josh Duhamel, John Turturro, i Glenn Morshower reprenen els seus papers dels primers tres films. Laura Haddock, Isabela Moner, Jerrod Carmichael, Santiago Cabrera, i Anthony Hopkins s'uneixen al repartiment en aquesta entrega. Els Transformers que tornen a aparéixer en la pel·lícula són Optimus Prime, Bumblebee, Hound, Drift, Crosshairs, Wheelie, Megatron (abandonant la seua identitat Galvatron d'Age of Extinction), i Barricade.
Es va preestrenar a l'Odeon Leicester Square de Londres el 18 de juny de 2017, i es va estrenar als cinemes dels Estats Units el 21 de juny de 2017, gràcies a Paramount Pictures. Ha estat subtitulada al català.